# Alexander III. von Velen
 Alexander III. Reichsgraf von Velen (* 1683; † 1733 auf Schloss Raesfeld) war Reichsgraf und kurpfälzischer General-Kommandeur.

## Leben

### Herkunft und Familie
Alexander III. von Velen entstammte dem westfälischen Adelsgeschlecht von Velen und war der Sohn des Alexander Otto von Velen (kaiserlicher General-Kommandeur) und dessen Gemahlin Caroline Freiin von Bavay. Er wuchs mit seinen vier Geschwistern auf:
Sophia war Stiftsdame, Hyazinth Otto und Gabriel mussten während der Türkenkriege im August 1717 im Kampf um die Festung von Belgrad ihr Leben lassen. Carolus (* 1691; † 17. Januar 1721 in Jülich) war kurpfälzischer Regimentskommandeur.
Am 19. April 1716 heiratete er in Brüssel Marie Charlotte Gräfin von Merode. Aus der Ehe ging der Sohn Alexander hervor, der 17-jährig im selben Jahr wie sein Vater starb. Damit erlosch das Geschlecht derer von Velen im Mannesstamme.

### Wirken
Alexander schlug wie sein Vater, der Generalkommandeur der kaiserlichen Reiterei war, eine militärische Laufbahn ein. Sein gleichnamiger Urgroßvater Alexander II. wurde als „westfälischer Wallenstein“ bezeichnet.
Er trat in die Dienste des Kurfürsten Karl III. Philipp von der Pfalz, wurde dort Generalmajor und Obrist über das Dragoner-Leibregiment.